# Josef Hronovský
Josef Hronovský (12. dubna 1911 Bohuslavice – 24. března 1974 Opočno) byl český a československý politik Československé strany lidové a poúnorový poslanec Národního shromáždění ČSR, Národního shromáždění ČSSR a Sněmovny lidu Federálního shromáždění.

## Biografie
Nejdříve pracoval na vlastní zemědělské usedlosti, posléze v JZD (v letech 1952–1956 místopředseda a v letech 1956–1960 předseda JZD v Bohuslavicích). V roce 1945 vstoupil do ČSL a zůstal v ní i po únorovém převratu. V letech 1950–1957 působil coby předseda MNV v Bohuslavicích. Ve svém okolí byl znám pokusy intervenovat ve prospěch mnoha perzekvovaných zemědělců. Zemřel ve vlaku na cestě mezi Bohuslavicemi a Opočnem.
Ve volbách roku 1954 byl zvolen za ČSL poslancem ve volebním obvodu Liberec. Mandát obhájil ve volbách v roce 1960 (nyní již jako poslanec Národního shromáždění ČSSR za Východočeský kraj) a ve volbách v roce 1964. V Národním shromáždění zasedal až do konce jeho funkčního období v roce 1968.
V roce 1954 byl ještě zvolen jako soukromě hospodařící rolník v Bohuslavicích, k roku 1960 již je uváděn jako představitel JZD. K roku 1968 uváděn jako předseda melioračního družstva.
Po federalizaci Československa usedl roku 1969 za ČSL do Sněmovny lidu Federálního shromáždění (volební obvod Náchod), kde setrval do konce volebního období, tedy do voleb v roce 1971.